# Zawada (Elbląg)
Zawada – jedna z największych dzielnic Elbląga, położona na północnym krańcu miasta.

## Historia
Około 1882 w okolicach Elbląga powstała wieś Pangritz Kolonie, która wzięła swą nazwę od jej założyciela – Johanna Gottfrieda Pangritza.
W 1905 mieszkało tu 3770 mieszkańców. Większość z nich pracowała w zakładach Ferdinanda Schichaua.
W 1951 osiedle przyjęło obecną nazwę – Zawada.
W latach 70. XX wieku podjęto decyzję o budowie na terenie osiedla bloków mieszkalnych, w wyniku czego z osiedla domków jednorodzinnych Zawada zamieniła się w wielki zespół mieszkaniowy.

## Wykaz ulic dzielnicy[potrzebnyprzypis]
- * Nazwy ulic zostały zmienione w 2017 roku wskutek ustawy dekomunizacyjnej.

| - Aleja Odrodzenia - Władysława Andersa (d. Armii Ludowej)* - Józefa Wybickiego (d. Rodziny Nalazków)* - Szarych Szeregów - Macieja Kalenkiewicza - Leopolda Okulickiego | - Marcina Kasprzaka - Robotnicza (od 185 do końca) - Wiejska - Węgrowska - Podgórna - Topolowa |

## Komunikacja miejska
Dzielnica ma bardzo dobre połączenie komunikacyjne z pozostałą częścią miasta komunikacją tramwajową i autobusową.
Na Zawadę można dojechać:
- tramwajami linii nr 1, 3, 4, 5;
- autobusami linii nr 11, 12, 13, 14, 17, 18, 19 oraz linią nocną nr 100[3].